# Zoom Festival

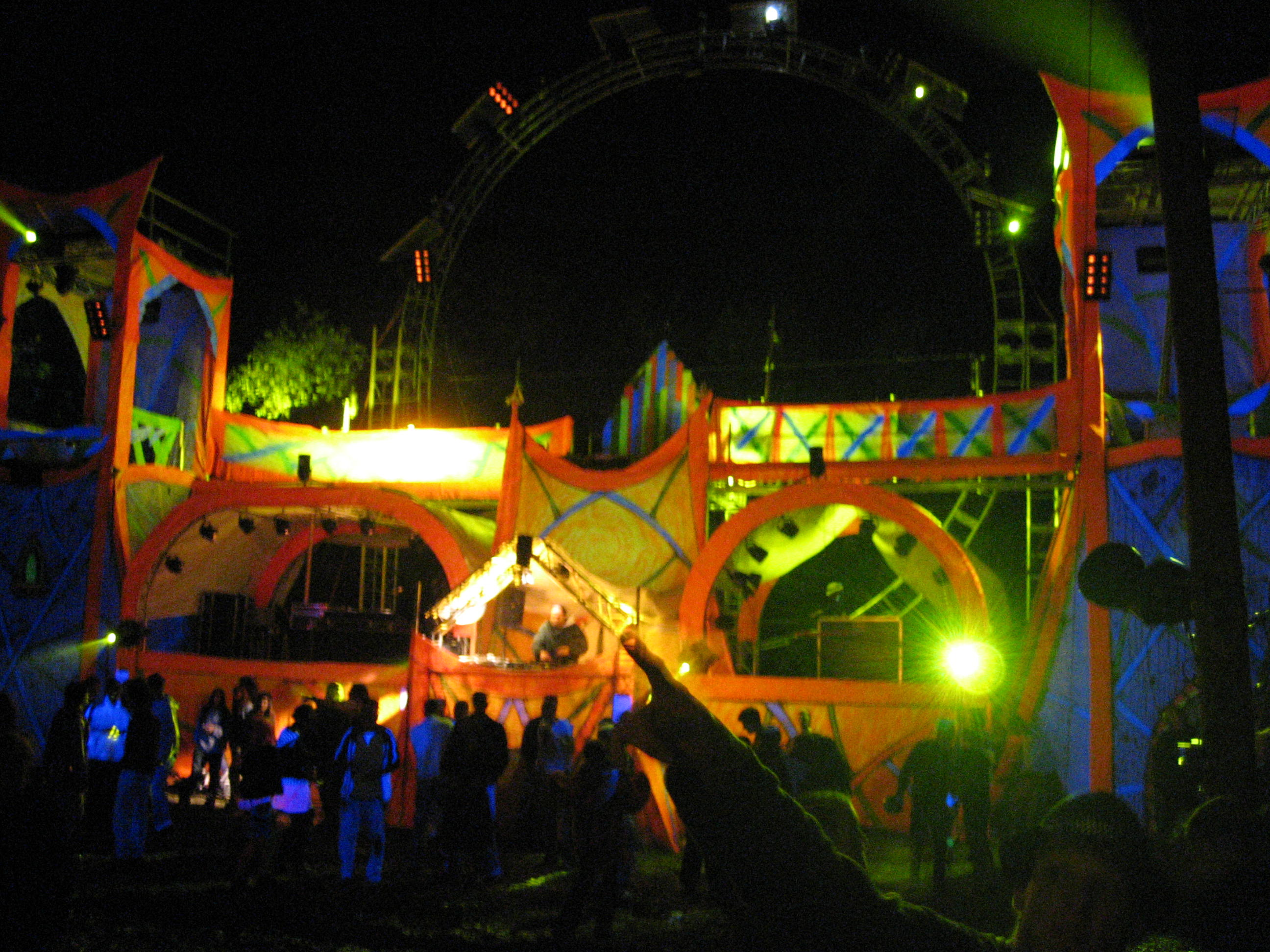
Das Zoom Festival im Jahr 2006

Das Zoom Festival war ein Goa-Trance-Open-Air-Musikfestival. Es fand ursprünglich jedes Jahr in Zürich nach der Street Parade statt, bis es wegen Bewilligungsproblemen in Zürich nach Winterthur verlegt wurde. Das Festival hatte bis zu 20.000 Besucher.

## Künstler
Internationale DJs und Live-Acts aus dem Goa-Trance-Bereich begleiteten die Festival-Besucher jeweils vom Samstagabend bis Sonntagnachmittag. Das gesamte Gelände und die Bühne wurden von internationalen Künstlern aufwendig dekoriert und beleuchtet. Feuerspuckende Dinosaurier, Seiltänzer, Video-, Licht- und Lasershows und andere Überraschungen sorgten für eine abwechslungsreiche Nacht.

## Infrastruktur
Grosse und kleine Zelte mit Bars, Chai-Shops, asiatischem Essen, Erholungs-Zelt und Bazar gehörten zum Angebot.

## Behörden
Wegen Bewilligungsproblemen musste die Zoom mehrmals den Standort wechseln. Anfang der 90er-Jahre wurde auf der Zürcher Allmend gefeiert, bis ein Standort beim Zürcher Zoo gefunden wurde. Im Jahre 2003 musste die Zoom jedoch in die Innerschweiz nach Lungern-Schönbühl ausweichen und wurde auf 2000 m durchgeführt. Seit 2004 war die Zoom dann in Winterthur auf dem Reitplatz zuhause, dort fand es zuletzt 2007 statt, nachdem in der Ausgabe 2006 wegen schlechten Wetters ein grösserer Verlust eingefahren wurde, den die Organisatoren nicht mehr verkraften konnten.